# 川越町

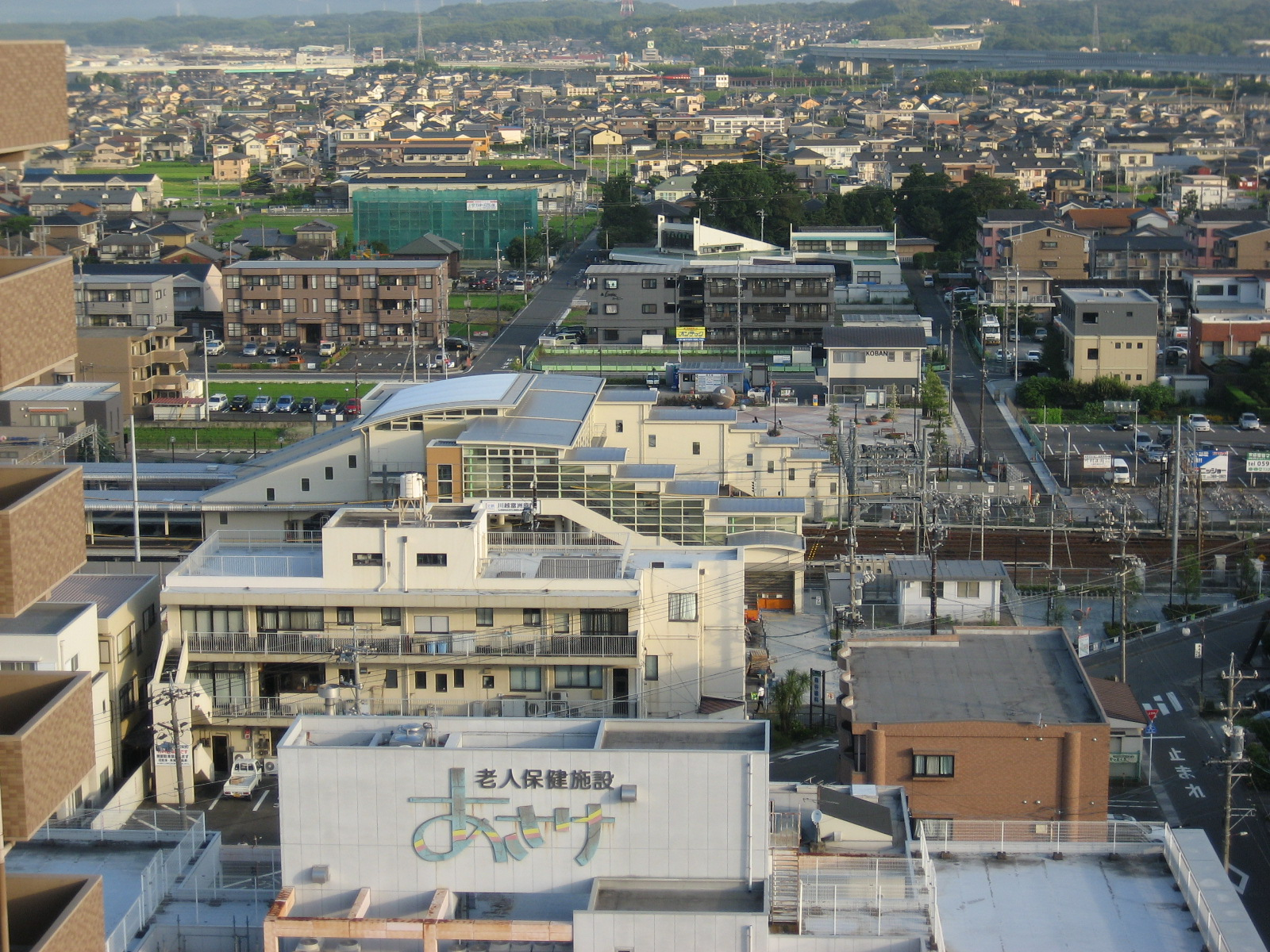
川越富洲原駅と川越の町

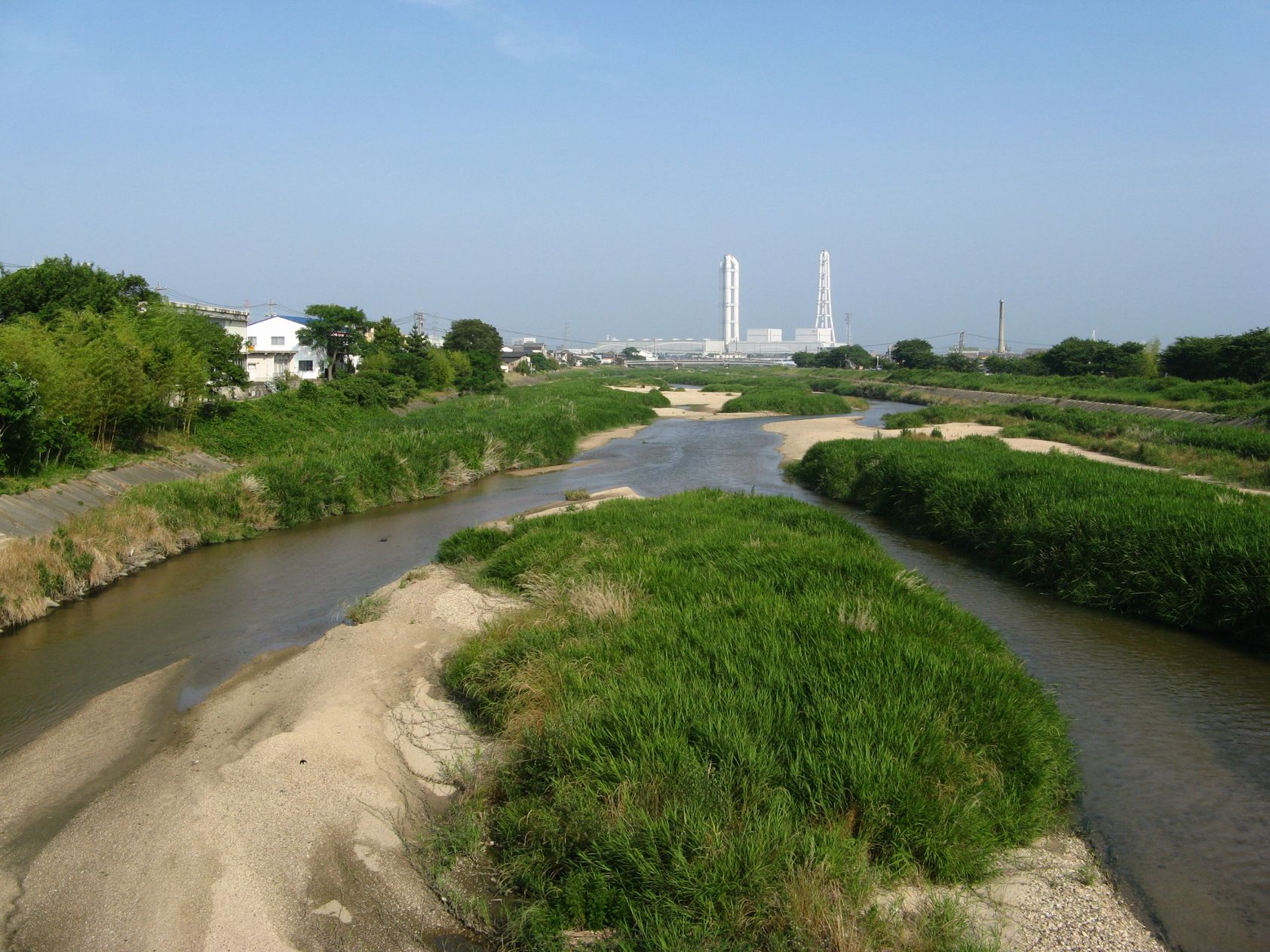
朝明川。朝明橋から下流方の川越火力発電所を望む

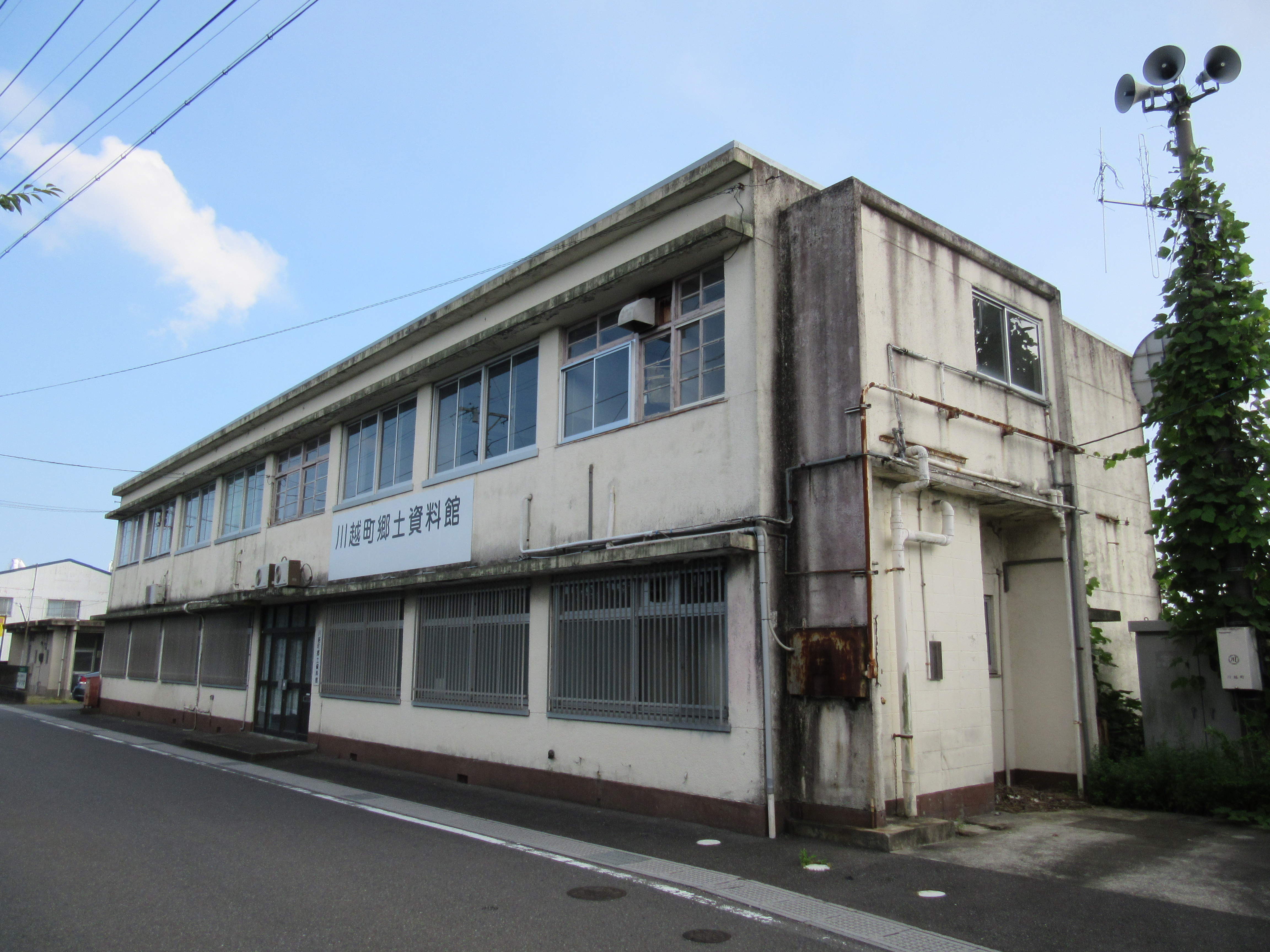
川越町郷土資料館

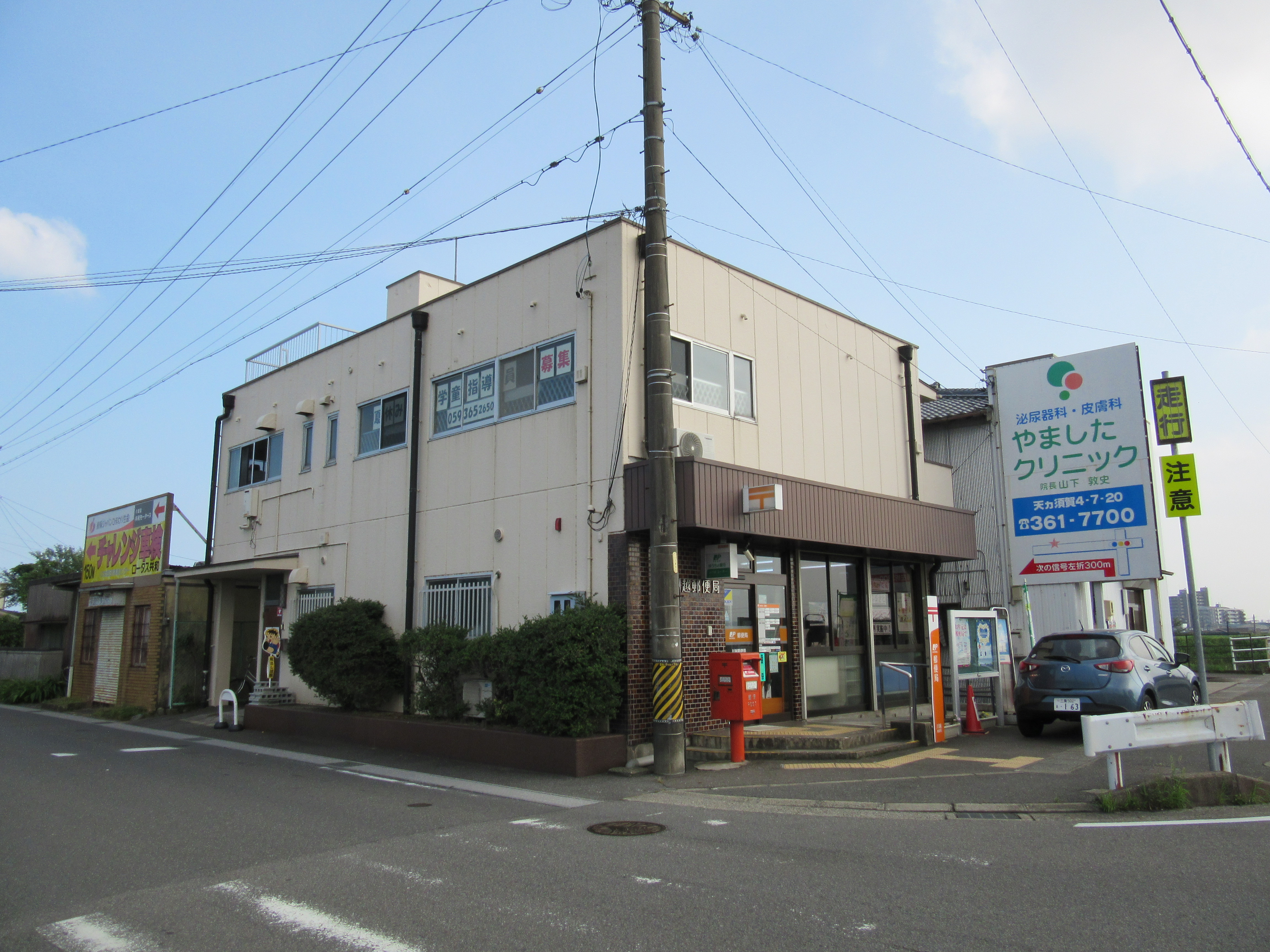
川越郵便局

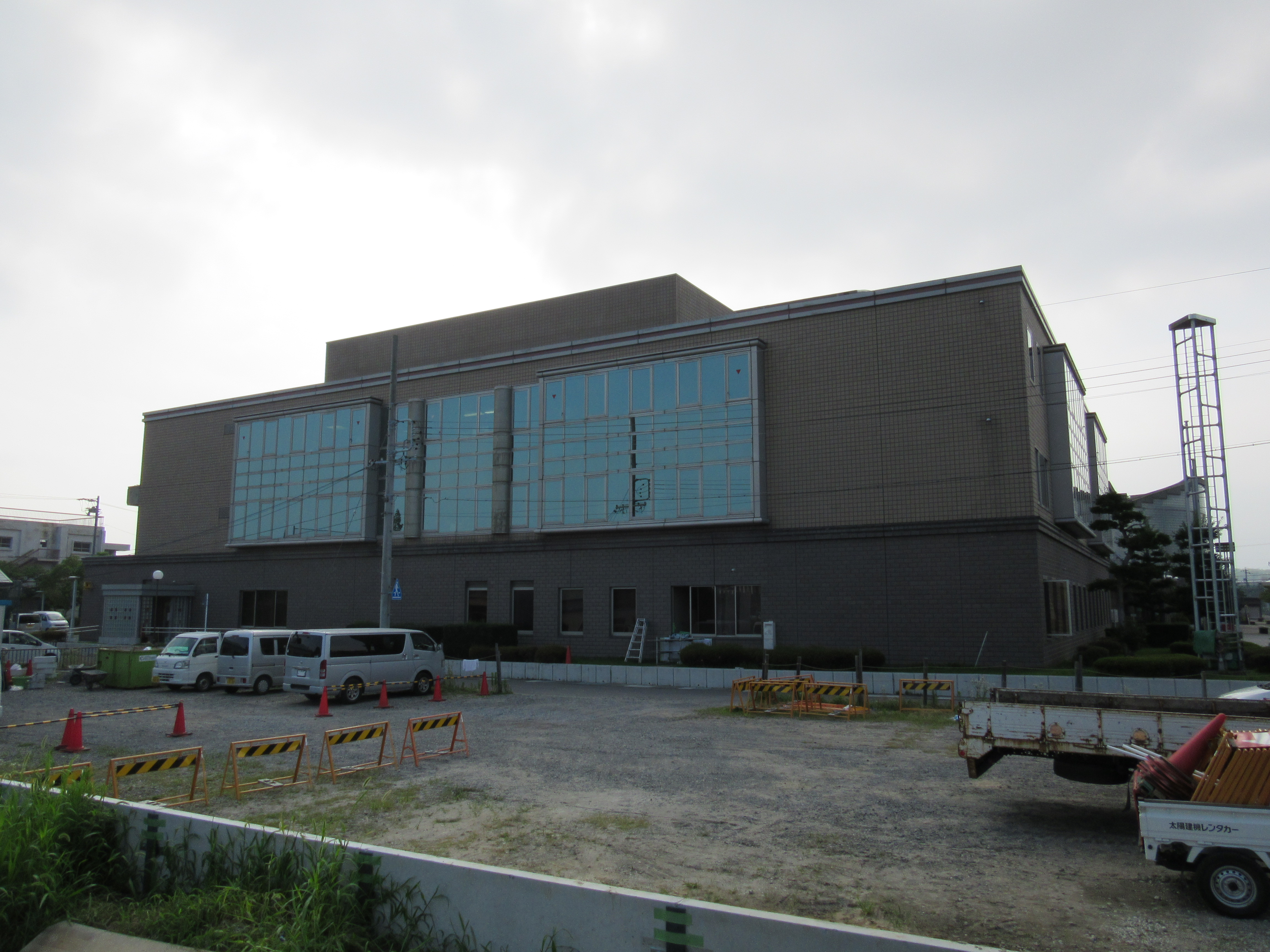
川越町総合センター

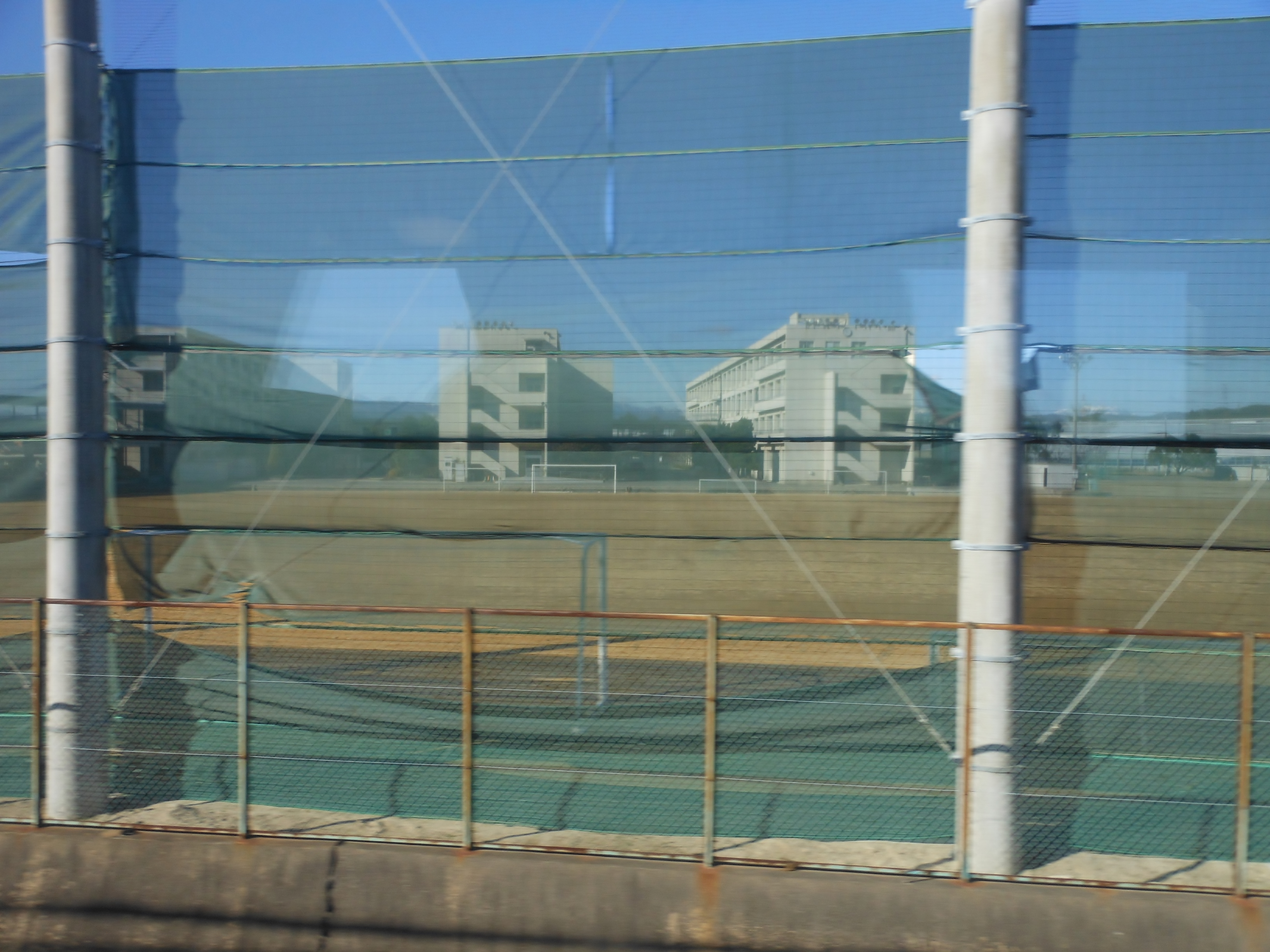
三重県立川越高等学校

川越町（かわごえちょう）は、三重県三重郡に属している町。三重県内では隣接する朝日町に次いで面積が小さい自治体である一方、可住地面積割合は木曽岬町と同じく100パーセントで県内第1位の自治体である。三重県北部の北勢地域に分類される。
JERAの川越火力発電所、伊勢湾岸自動車道のみえ川越インターチェンジを擁する。

## 地理
川越町の面積の約半分は、江戸時代に桑名藩領だった頃に新田開発によって開発された伊勢湾の干拓地である。町内の最高標高は5メートル。
鈴鹿山脈を上流とする朝明川と員弁川から流れ出た土砂により形成された起伏のない沖積層地帯で、伊勢湾に面している。

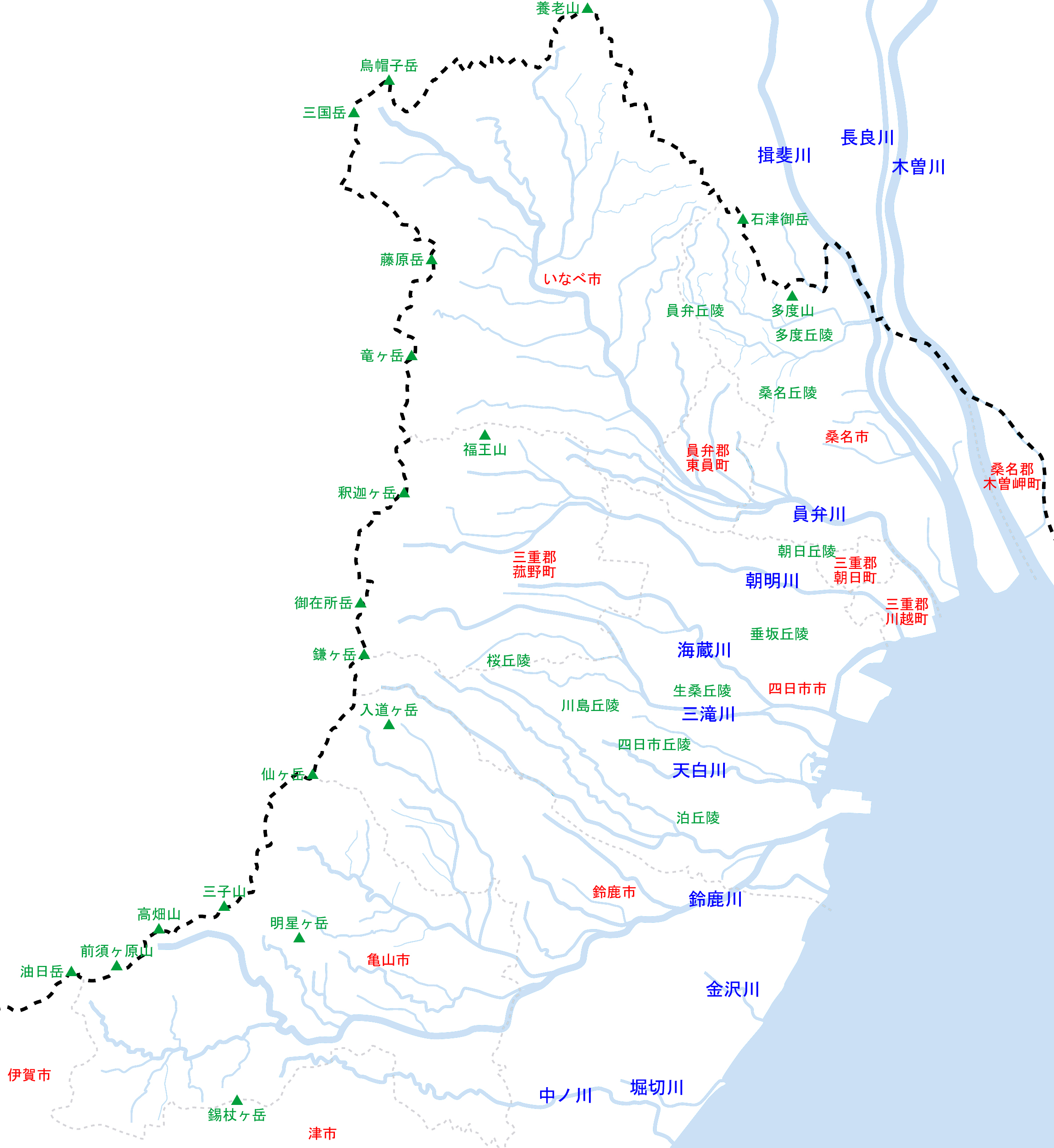
三重県北部を流れる河川の位置関係。濃い破線は県境、薄い破線は市町村境。河川名は木曽川水系以外は水系本川のみ記載。

- 河川：員弁川（北部町界）、朝明川

### 隣接する自治体
- 桑名市
- 四日市市
- 三重郡朝日町
  - 川越町役場と朝日町役場との距離は1km程度（徒歩30分程度）である。

## 歴史
- 1889年（明治22年）4月1日 - 町村制の施行により、朝明郡豊田一色村、南福崎村、亀崎新田、亀尾新田、亀須新田、北福崎村、高松村、豊田村の区域、当新田の区域の一部及び縄生村の区域の一部をもって、川越村が発足する。
- 1896年（明治29年）4月1日 - 三重郡及び朝明郡の区域をもって、三重郡が発足により、川越村の所属郡が三重郡となる。
- 1961年（昭和36年）5月1日 - 川越村が町制施行して、川越町となる。

## 人口
| |                                        |  |
| 川越町と全国の年齢別人口分布（2005年） | 川越町の年齢・男女別人口分布（2005年） |  |
| ■紫色 ― 川越町 ■緑色 ― 日本全国 | ■青色 ― 男性 ■赤色 ― 女性              |  |
| 川越町（に相当する地域）の人口の推移 \| 1970年（昭和45年） \| 10,605人 \| \| \| 1975年（昭和50年） \| 11,078人 \| \| \| 1980年（昭和55年） \| 10,645人 \| \| \| 1985年（昭和60年） \| 10,403人 \| \| \| 1990年（平成2年） \| 9,988人 \| \| \| 1995年（平成7年） \| 10,863人 \| \| \| 2000年（平成12年） \| 11,782人 \| \| \| 2005年（平成17年） \| 13,048人 \| \| \| 2010年（平成22年） \| 14,003人 \| \| \| 2015年（平成27年） \| 14,752人 \| \| \| 2020年（令和2年） \| 15,123人 \| \| |                                        |  |
| 総務省統計局 国勢調査より |                                        |  |
| 1970年（昭和45年） | 10,605人                               |  |
| 1975年（昭和50年） | 11,078人                               |  |
| 1980年（昭和55年） | 10,645人                               |  |
| 1985年（昭和60年） | 10,403人                               |  |
| 1990年（平成2年） | 9,988人                                |  |
| 1995年（平成7年） | 10,863人                               |  |
| 2000年（平成12年） | 11,782人                               |  |
| 2005年（平成17年） | 13,048人                               |  |
| 2010年（平成22年） | 14,003人                               |  |
| 2015年（平成27年） | 14,752人                               |  |
| 2020年（令和2年） | 15,123人                               |  |

## 地区
- 各地区の区長は町議会議員より権限が強い公務員扱いの地域代表者。

### 川越町立川越南小学校区
- 川越町南部の地区。

#### 天神（てんじん）地区
- 川越町南部の地区である。北側は川越町の高松地区と隣接しており、西側は川越町の天神地区と豊田一色地区の本村であった豊田地区と隣接している。東側は四日市市富洲原地区の天ヶ須賀の平田紡績の跡地の富洲園団地などの新興住宅地と隣接しており、南側は四日市市富洲原地区の松原地区茶の水町自治会と松原地区東平町自治会と隣接している。南東側の最寄地に富田一色地区の甚五兵衛町自治会に所属する四日市市立富洲原小学校があり、川越町立川越南小学校より通学が便利で富洲原地区から移住して天神町商店街の住民となった家も多くて、富洲原商店街の一部として天神町と命名された。元は豊田村に属していたので、そこから独立したかたちで、豊田天神と呼称されることもある。より正確には、大字（おおあざ）豊田小字（こあざ）天神である。高松地区（高松村）の一部の小字高松天神も存在する。富洲原地区との関係が強く、四日市市富洲原地区に存在した平田紡績の労働者として移住をしてきた住民及び豊田地区農家の次男以下による分家が住民となった。自営業として商売を営む川越富洲原駅前の商店街の天神町発展会が構成されて、平成期に改称されて川越町発展会となった。天神町商店街は東洋紡績富田工場付近の富洲原地区の東洋町商店街・西元町商店街と共に松原地区の平町にあった富洲原駅と天ヶ須賀地区を結ぶために地区の住民が、朝明川から土工や馬の動力で走るトロッコの線路を敷いて、朝明川や須賀浦海水浴場の浜洲の砂を運搬して湿地や田んぼを埋め立てて造成された土地である。天神地区だけが、戦後の昭和30年代に富洲原地区の一部として川越町から分離して、四日市市に編入合併する議論があった。なお、商店街は現在は加盟店舗数の減少により解散されている。

#### 豊田（とよだ）地区

##### 小字
1. 子之起
2. 北川原
3. 古屋敷
4. 杉ノ木
5. 豊福
6. 八反田
7. 西屋敷
8. 天神
9. 南台
10. 城ノ内
11. 宮田
12. 一ノ割
13. 二ノ割
14. 三ノ割
15. 四ノ割
16. 五ノ割
17. 六七八ノ割
18. 子ノ新起[2]

##### 歴史
- 川越町南部の地区である。東側は川越町の天神地区と高松地区と隣接している。北側は朝明川の川を超えて川越町の豊田一色地区と飛び地の北側は三重郡朝日町と隣接している。西側は四日市市大矢知地区一部の松寺地区と隣接している。南側は四日市市大矢知地区の一部の蒔田地区と四日市市富洲原地区の一部の松原地区平町自治会と隣接している。川越で最も古い地名で豊田村の神社の祭神は天児屋命である。古代期に豊田郷として誕生した。中世期は後鳥羽上皇長講堂領の豊田荘で、近世期に豊田村と豊田一色村に分村した。現在では川越富洲原駅周辺が新興住宅地となって人口が増加している。川越富洲原駅付近の朝明川南部が豊田地区の本集落だが、三重県立川越高等学校が立地をする近鉄名古屋線の西側の朝明川北部も豊田地区であり、飛び地になっている農業地域である。

#### 高松（たかまつ）地区

##### 小字
1. 中島
2. 八幡
3. 代官屋
4. 鵜森
5. 古里
6. 里中
7. 乾
8. 川原
9. 天神
10. 萩葉
11. 鯨松
12. 川下
13. 龍宮山
14. 葭野

##### 歴史
- 川越町南部の地区である。南側は川越町の商店街の天神地区と農業用水や農業用地の争いがあった四日市市富洲原地区の天ヶ須賀北町自治会と天ヶ須賀島崎町自治会と隣接している。東側が川越町の上吉地区と隣接しており高松村から分村して上吉村となった。北側の境界線が朝明川であり、川を越えて川越町の北東側に南福崎地区と北西側に川越町の豊田一色地区と隣接している。西側が川越町の豊田地区と隣接している。朝明川沿いで朝明川の南側の地区。中世期に高松郷として立村された。朝明川沿いの高い丘に花見ができる堤防がある。高い丘の坂道から段段と低くなる地形で、高い丘に松がある事から高松村と命名された。地場産業として三重化糧の工場で生産される水飴の製造が盛んである。千代田平田家が経営するチヨダウーテ本社工場が立地している。高松地区の258番地に川越町立川越南小学校が立地する。

### 川越町立川越北小学校区
- 川越町北部の地区。

#### 豊田一色（とよだいっしき）地区

##### 小字
1. 国治
2. 立長
3. 中筋通
4. 前浪
5. 藤島
6. 東川原
7. 操出
8. 高島
9. 北浦
10. 屋敷
11. 南割
12. 古新田

##### 歴史
- 近世期に豊田村から分村して豊田一色村が誕生した。今川氏の系統である旧家の大塚家が、江戸時代に桑名藩領朝明郡豊田一色村の大庄屋であった。郷土史研究の史料として古文書が残っている。戦前まで伊勢電鉄の川越駅が朝明川の鉄橋付近にあった。行政施設である町営の以下の施設がある。川越町役場・川越町立川越幼稚園・川越町立川越北小学校・川越町立川越中学校・川越町中央公民館・川越町郷土資料館・川越町総合センターの教育施設の図書館・川越町つばめ児童館・朝明商工会・川越自動車学校などこれらの重要な行政施設がある行政の中心地区である。地区内の小川には鯉が放たれている。

#### 南福崎（みなみふくさき）地区

##### 小字
1. 川新田
2. 五丁縄
3. 大正割
4. 西古川
5. 中古川
6. 明治割
7. 宮中
8. 畑新田
9. 里中
10. 新起
11. 西国地

##### 歴史
- 朝明川沿いで朝明川の北側の地区。近世期に福崎村が南北に分村して南福崎村として誕生をした。1711年（正徳元年）南林山　法雲寺が移築、本堂が完成し近年の平成22年（2010年）までは蓮如さん（れんにょさん）と親しまれ露店が境内からあふれんばかりの人だかりであった。現在でも4月24日・4月25日に年1度の蓮如上人の貴重な木像のご開帳法要が営まれている。先祖代々の南福崎村の墓がある。平成期に川越町の管理墓地が南福崎の名四国道近くの田んぼ沿いに整備された。
- 三重県最初の海苔養殖が、村民によって、る1867年（慶応参年）に南福崎村の伊勢湾地先でひび建てした歴史がある。国道23号の地域には、地区出身の一族の自営業者が多い。運輸業の企業の業種として多数の企業が立地して、運輸会社・建機会社・物流会社・リース会社がある。建設業の企業の業種として多数の企業が立地して建設会社・造園会社・工事会社がある。製造業の企業の業種として以下の企業が立地していて、毛糸紡績会社（跡地を住宅団地として不動産開発）・製網業・製鉄業・機械産業などがある。運輸業・建設業・製造業を経営をする地元出身の経営者によって中小企業が多数立地をしている。

#### 上吉（かみよし）地区
- 川越町で一番新しい地区である。朝明川河口の地区で、朝明川を境界に南側と北側の南北に区分される。上吉地区北部にはJERAの川越火力発電所が立地する。上吉地区の朝明川の南部地域には以下の施設が立地する。朝明広域衛生組合・名鉄タクシーの車両が集結する営業所・高松干潟と諸戸海岸も立地する。上吉地区の朝明川の北部地域には以下の施設が立地する。川越町営プール・川越町総合体育館・川越町総合運動場などの町営のスポーツ施設がある。

#### 北福崎（きたふくさき）地区
- 北福崎地区には小字に以下がある。

1. 掛割
2. 宮下
3. 宮西
4. 上立割
5. 道下

- 近世期に北福崎村として誕生した。隣接の朝日町にはカネソウの工場がありスーパーのカインズホームが立地している。福崎村が南北に分村して成立した。

#### 亀須（かめず）地区
- 小字に以下がある。

1. 宮前
2. 居屋敷
3. 百坪
4. 縄生新田

- 北側に町屋川が西側に朝日町縄生地区がある。江戸時代の桑名藩領時代に干拓地として百姓が造成した亀須新田の地区。伊勢湾台風では多数の犠牲者を出した。

#### 亀崎（かめざき）地区
- 小字に以下がある。

1. 新開
2. 下新田
3. 南新田
4. 中新田
5. 里中

- 北側に町屋川があり、伊勢湾沿いの地区である。江戸時代の桑名藩領時代に干拓地として百姓が造成した亀崎新田の地区。以下の施設が立地する。川越漁港・伊勢湾岸自動車道のみえ川越IC・松阪競輪場の場外車券売場がある。伊勢湾河口には、亀尾新田がある。亀崎地区には亀崎説教所があり川越町指定の文化財として阿弥陀如来像が安置され、特別に毎月第2日曜日、午前9時より御講が営まれ、法雲寺が古来から亀崎地区に出向き、読経・法話をしている。
- 小字に以下がある。

1. 伊呂割
2. 波仁割
3. 保辺割
4. 堤下

- 伊勢湾と町屋川沿いの亀崎漁港は沿岸漁業の基地である。

#### 当新田（とうしんでん）地区
- 小字に以下がある。

1. 宮前
2. 中通
3. 葭山
4. 横割
5. 永池
6. 北川原
7. 下之割
8. 居屋敷
9. 西川原
10. 出口
11. 福崎

江戸時代に桑名藩時代に農民によって開墾された新田の地区。朝日町の縄生地区に隣接する新田の地区で飛び地がある。

## 行政
町長
- 城田政幸（2016年2月〜）

町名の由来
- 朝明川を挟んだ北部の（豊田一色村・南福崎村・上吉村・北福崎村・亀須村・亀崎村・当新田村）と南部（豊田村・高松村）の9つの村同士が文字通り川を越えて合併して1つの村となり、川越村が成立したことによる。埼玉県川越市と同音同字である。

- JERA川越火力発電所が立地している事から、固定資産税による収入が多く財政状況は良好である。

地区（各区長制度の自治会組織）
- 南部：天神区、豊田区、高松区
- 北部：豊田一色区、南福崎区、上吉区、北福崎区、亀須区、亀崎区、当新田区

町会議員（定数12名）
- 町議会
- 衆議院議員選挙の選挙区は三重県第3区[3]、三重県議会議員選挙の選挙区は「三重郡選挙区」（定数：2）[4][5]。

### 行政組織
町長部局
- 総務課、企画情報課、税務課、町民保険課、福祉課、健康推進課、環境交通課、産業開発課、建設課、上下水道課、収入役（会計課）

教育委員会
- 学校教育課
  - 川越幼稚園、川越南小学校、川越北小学校、川越中学校、給食センター
- 生涯学習課
  - 教育センター、あいあいセンター、中央公民館、総合体育館、郷土資料館

委員会
- 監査委員、選挙管理委員会、農業委員会、公平委員会、固定資産評価審査委員会

福祉課
- 保育所
  - 北部保育園（亀須地区）、中部保育園（南福崎地区）、南部保育園（高松地区）
- 児童館
  - つばめ児童館、おひさま児童館
- 老人福祉センター
- 在宅介護センター

### 消防
- 四日市市消防本部（四日市市北消防署朝日川越分署）

### 警察
- 四日市北警察署（旧富田警察署。四日市市北部地域と三重郡川越町・三重郡朝日町を管轄。人口急増による犯罪増加に対応して防犯カメラを大量設置）
  - 「朝日川越交番」
    - 所在地は川越中学校付近のあいあいセンター前にある。豊田一色地区に立地する。
    - 川越町の朝明川より北部地域（豊田一色地区・南福崎地区・上吉地区北部・北福崎地区・亀須新田・亀崎新田・亀尾新田・当新田）と朝明川より南部地域（高松地区・上吉地区南部）と三重郡桑名付近の伊勢湾地域を管轄している。

  - 「川越富洲原交番」
    - 所在地は川越富洲原駅の西口広場付近である。豊田地区に立地する。
    - 川越町の朝明川より南部地域（豊田地区南部・天神地区）と朝明川より北部地域（豊田地区北部）を管轄している。四日市市富洲原地区・四日市市富田地区も管轄している。

## 経済
- 中部電力の工業系産業収入の法人税及び固定資産税が多い事や伊勢湾漁業補償金の農家の富裕層が多い事から川越町の1人当たりの所得が四日市市共に三重県内で1位から2位の首位レベルの高い所得の地域である。7000人の農家子孫の保守層の先祖代々の川越村の村民以外に以外に、平成期の川越富洲原駅前の住宅団地開発で1万5000人まで人口が急増してアパートに住む工業系労働者男性の他地域からの人口流入で人口減少社会の令和時代にも1万8000人近くに人口が増加すると予想されている。三重川越町の牛乳産業が盛んである。

### 農業
- 三重北農業協同組合（JAみえきた）川越支店豊田一色地区

稲作が主流である。
1. 農家数 （322戸）
2. 自給的農家（207 戸）
3. 販売農家（115 戸）
4. 主副業分類 で主業農家（2 戸 ）
5. 準主業農家（24 戸）
6. 副業的農家（89 戸）
7. 専兼業分類で専業農家（10 戸）
8. 第1種兼業農家（1 戸）
9. 第2種兼業農家（104 戸）

「農林水産省のグラフと統計でみる農林水産業市町村の姿」より引用。

### 漁業
- 海苔養殖（中部電力川越発電所が立地される以前に盛んだった地域産業。漁民が多かった南福崎地区・亀崎地区（亀崎新田）・上吉地区の住民に中部電力から多額の保証金が支払われた）
- 川越漁港は亀崎新田にあり、明治時代に完成した。亀崎新田の伊勢湾地先の水面を船を溜める港として使用された。1912年（明治45年）川越村の村会議員・実業家で有力者の山下清助が私有財産を寄付して泊地の浚渫工事を行なった。同時に浚渫土砂を利用して土堤を構築する工事で川越漁港の改修工事をした。
- 平成21年4月20日に漁協は解散した。

### 食料品類
- 三重川越町の牛乳産業
- かまぼこ
- ちくわ
- 水飴（三重化糧株式会社）
- シロップ
- 米菓
- あられ
- 小麦粉
- 時雨煮
- 海産加工品
- 清酒など

### 工業品類

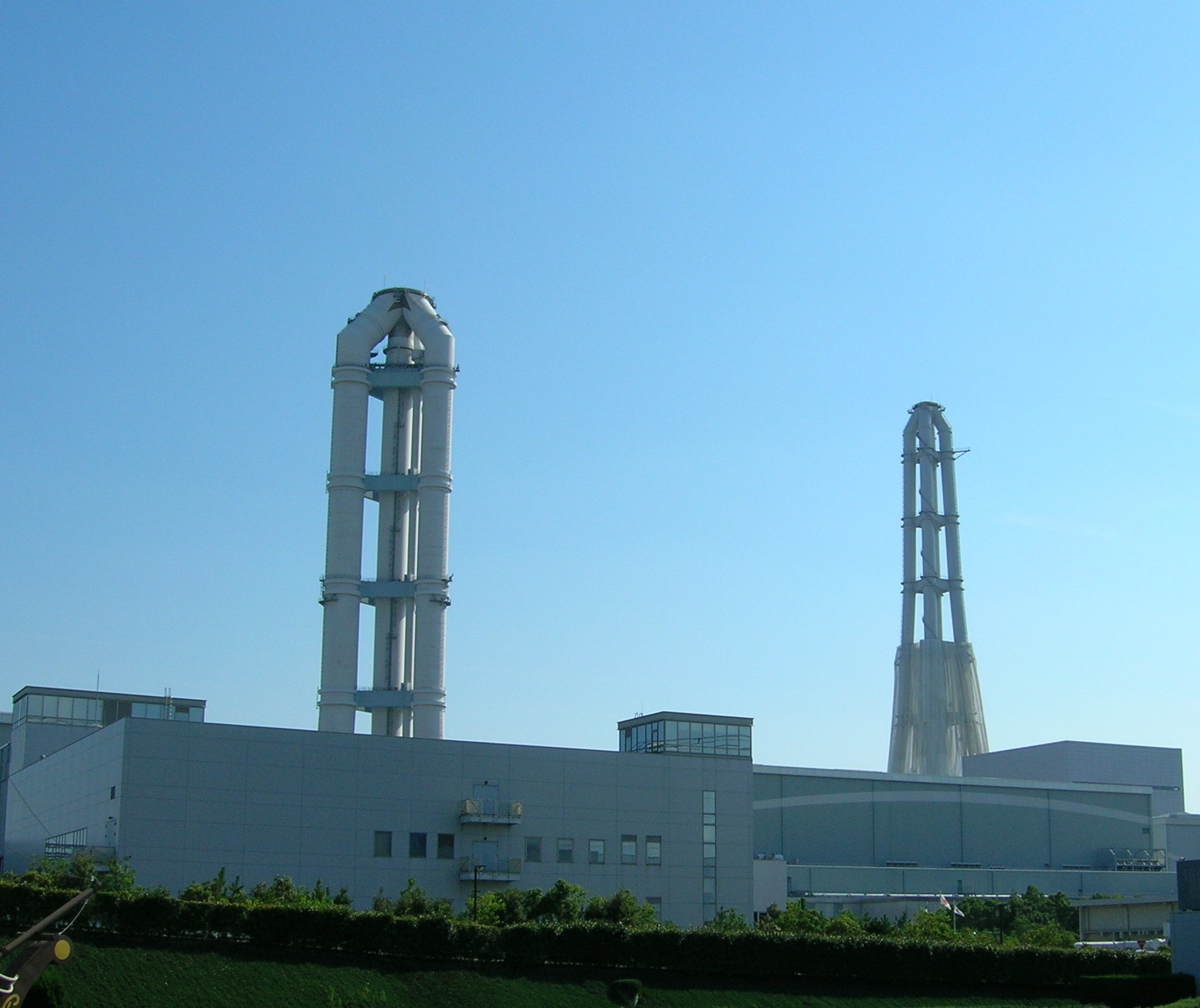
川越火力発電所

- 石膏ボード
- 石油
- 精製品
- 保安用品など

### 産業
- 川越火力発電所
- チヨダウーテ株式会社（石膏ボードメーカー）

## 通信

### 日本郵政グループ
（2015年10月現在）
- 日本郵便株式会社
  - 川越富洲原郵便局（かつての名称である富洲原郵便局は近隣の四日市市富洲原地区と富洲原駅（現・川越富洲原駅）から命名された。川越富洲原駅東側の豊田地区に立地する）。
  - 川越郵便局（豊田一色地区に立地する。とよだいっしき）

※川越町内の郵便番号は「510-81xx」（隣の朝日町と同じ）で、集配業務は四日市郵便局（四日市市沖の島町に立地する）が担当している。

### 電信電話
- 西日本電信電話（NTT西日本）三重支店
  - 本町の市外局番は059（四日市MA。市内局番は300番台）が用いられる。
  - 同じMAに属する四日市市・鈴鹿市・三重郡の自治体と市内料金で通話が可能である。

## 教育

### 高等学校
- 三重県立川越高等学校

### 中学校
- 川越町立川越中学校

### 小学校
- 川越町立川越北小学校
- 川越町立川越南小学校

## 交通

### 鉄道
近畿日本鉄道
- 名古屋線：川越富洲原駅

### バス
- ふれあいバス（コミュニティバス）

### 道路
- 伊勢湾岸自動車道（みえ川越IC）
- 国道1号
- 国道23号
- 北勢バイパス
- 三重県道143号桑名川越線
- 三重県道401号桑名四日市線

## 観光
- 川越電力館テラ46
- 法雲寺
- 川越緑地公園
- 善養寺
- 高松干潟

## 祭り
石取祭（7月）
- 以下の4地区（南福崎地区は過去に祭車を保有していた）に祭車がある。

1. 豊田地区の石取祭の祭車（川越町の南部地域）
2. 天神町の石取祭の祭車（川越町の南部地域の商店街）
3. 豊田一色地区の石取祭の祭車（川越町の北部地域）
4. 南福崎地区の石取祭の祭車（川越町の北部地域で戦後に廃車となった）

- 川越町南部の（豊田区と豊田天神区の同時開催であり）豊田地区・天神町（商店街）の2台の祭車で開催。及び川越町北部の豊田一色地区（豊田一色地区の単独開催であり南福崎地区は廃車）で開催される。川越町においては＜石採祭＞が正式名称となっている。

足上げ祭（8月14日）
- 高松地区の『八幡神社』で開催される。

稲熱
- 川越町北部の当新田地区と亀須地区で開催される＜虫送り＞の伝統行事。

地蔵盆（8月24日）
- 南福崎地区の氏子神社の＜神明社＞の西隣にある地蔵尊で行われる神事。

## 出身の有名人
- 後藤園太郎：初代川越村長
- 内田忠夫：経済学者
- 樋口士郎：サッカー指導者
- 小椋久美子：バドミントン選手
- 伊藤直司：サッカー選手指導者（1977年（昭和52年度）の高校サッカー得点王、元日本代表選手）
- 石川優太：将棋棋士
- 渡辺和貴：俳優